# Шурло, Дмитрий Иванович
Дмитрий Иванович Шурло (1929—1989) — советский пилот-инструктор, Герой Социалистического Труда.

## Биография
Родился 4 ноября 1929 года в селе Дмитриевка Тонкерейского района Петропавловского округа Казакской АССР (ныне — Тимирязевский район Северо-Казахстанской области).
Окончил Краснокутское лётное училище гражданской авиации. Работал в Уральском управлении воздушного транспорта.
Умер 9 июля 1989 года, похоронен на Миусском кладбище Москвы.

## Награды
- Герой Социалистического Труда — за выдающиеся производственные достижения, досрочное выполнение заданий десятой пятилетки и социалистических обязательств по перевозке пассажиров, применению авиации в народном хозяйстве и освоение новой авиационной техники (10 марта 1981 года).[2]
- Награждён орденом Ленина и другими наградами СССР.
- Заслуженный пилот СССР (1976).